# Рейнджер-5
Рейнджер-5 — американський безпілотний космічний апарат, призначений для передачі зображень місячної поверхні впродовж 10 хвилин до зіткнення з поверхнею, доставки капсули з сейсмометром на поверхню, збору даних гама-випромінювання в польоті, вивчення відбивної здатності місячної поверхні, продовження випробувань за програмою Рейнджер для розробки наступних міжпланетних апаратів.
Третій з трьох апаратів блоку 2.

## Опис
Апарати блоку 2 висотою 3,1 м мали шестикутну базу діаметром 1,5 м. Дві панелі сонячних батарей розмахом 5,2 м, що розкривалися в польоті, кріпилися знизу до бази. Спрямована антена з високим коефіцієнтом підсилення, що розкривалася в польоті, була прикріплена знизу до бази. Нагорі розташовувалась капсула з приладами діаметром 30 см, вкрита оболонкою з бальси діметром 65 см для м'якої посадки. Апарат мав однокомпонентний двигун для корекції траєкторії, і твердопаливний двигун тягою 2 270 кг для гальмування.
У капсулі розташовувались: сейсмометр, підсилювач передавач потужністю 50 мВт, регулятор напруги, турнікетна антена, і 6 срібно-кадмієвих батарей, що мали забезпечити прилади живленням впродовж 30 діб. Капсула була розрахована на посадку зі швидкістю 130–160 км/годд
Серед обладнання Рейнджера-5 були:
- телевізійна камера-відикон зі сканувальним пристроєм, що здійснював один знімок за 10 с;
- рентгенівський спектрометр, змонтований на стрілі довжиною 1,8 м;
- радарний висотомір, що використовувався для вивчення відбивної здатності поверхні, а також для визначення моменту відокремлення капсули і вмикання гальмівного двигуна;
- сейсмометр, що мав витримати тверду посадку.

Система зв'язку:
- спрямована антена з високим коефіцієнтом підсилення,
- неспрямована антена з середнім коефіцієнтом підсилення,
- два передавача: один потужністю 50 мВт з частотою 960,1 МГц, другий потужністю 3 Вт з частотою 960,05 МГц

Живлення забезпечували 8680 сонячних елементів у двох панелях, що заряджали срібноцинкові акумуляторні батареї масою 11,5 кг ємністю 1 кВт-год
Управління здійснювалось напівпровідниковим комп'ютером і секвенсером та командами наземних операторів.
Орієнтацію забезпечували напівпровідникове реле часу, сонячні й земні сенсори, реактивні двигуни крену і повороту.
Температура регулювалась пасивним способом з використанням золотого і хромового напилення, білої фарби і полірованої алюмінієвої поверхні.

## Політ
Рейнджер-5 було успішно запущено 18 жовтня 1962.
Внаслідок невідомої несправності після виходу на траєкторію польоту до Місяця припинилось енергопостачання. Буферні батареї розрядились після 8 годин 44 хвилин польоту, що не дозволило управляти польотом. За 4 години до втрати живлення було отримано дані про гамма-випромінювання.
25 жовтня 1962 апарат пролетів повз Місяць на відстані 725 км і вийшов на геліоцентричну орбіту.